# Coelotes guangxian
Coelotes guangxian là một loài nhện trong họ Amaurobiidae.
Loài này thuộc chi Coelotes. Coelotes guangxian được miêu tả năm 2003 bởi Zhang et al..